# Manyara (région)
Pour les articles homonymes, voir Manyara.

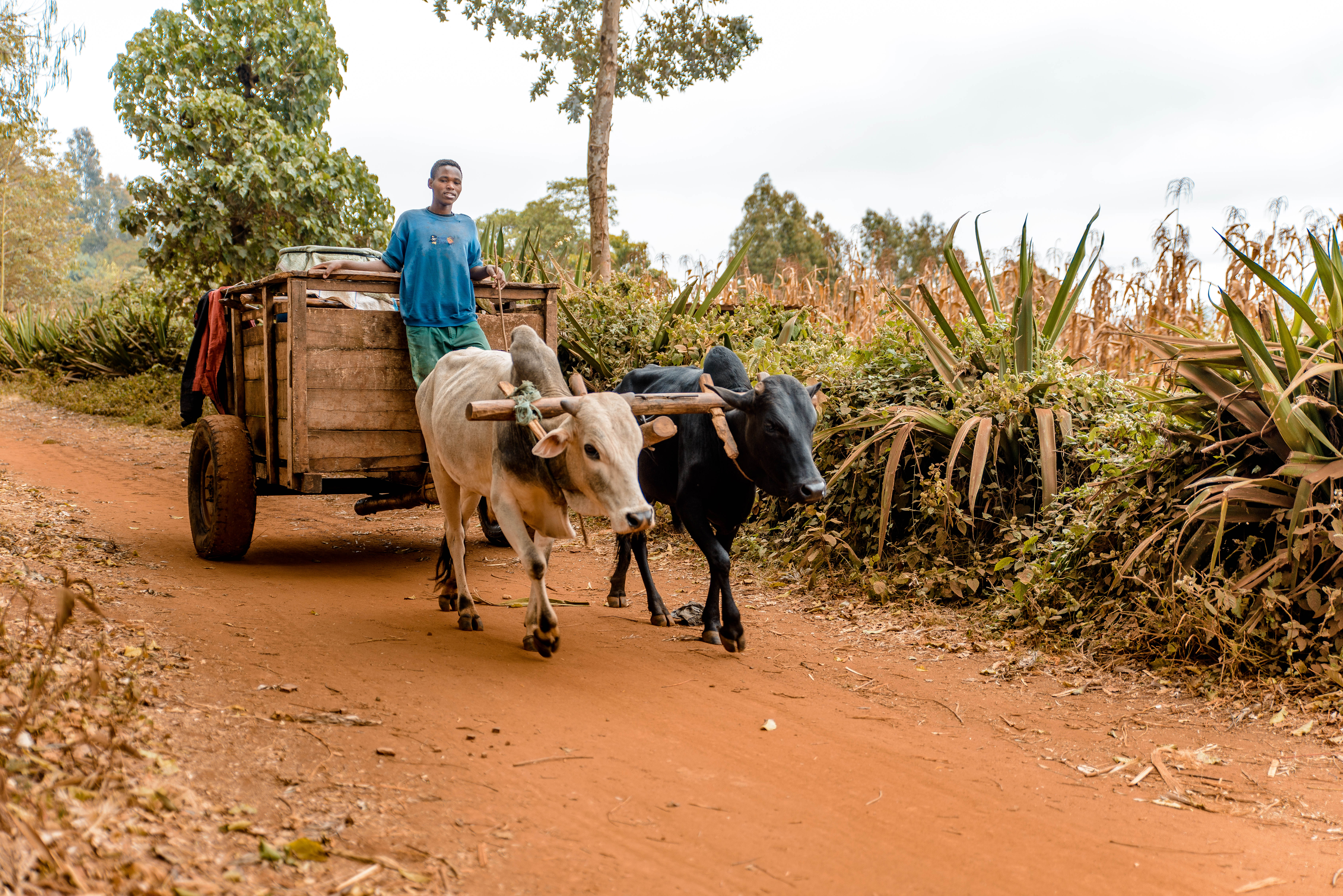
Transport traditionnel dans la région de Manyara.

La région de Manyara est une région de la Tanzanie. Elle tire son nom du Lac Manyara, situé à sa frontière nord. Elle comprend l'essentiel du Parc national de Tarangire et la partie centrale de la steppe Masai.